# Armen Gilliam
Armen Louis Gilliam (Bethel Park, Pensilvania, 28 de mayo de 1964-Pittsburgh, Pensilvania, 5 de julio de 2011), nacido Armon Louis, fue un jugador y entrenador de baloncesto estadounidense que disputó trece temporadas de la NBA. Con 2,05 metros de altura, jugaba en la posición de ala-pívot. En su primera temporada como profesional fue incluido en el mejor quinteto de rookies de la NBA, y en 1986 formó parte de la selección estadounidense que ganó la medalla de oro en el Campeonato Mundial de Baloncesto disputado en España.

## Trayectoria deportiva

### Universidad
Gilliam comenzó su carrera universitaria en 1982 en el pequeño Independence Junior College, en Kansas. Ese año fue uno de los jugadores más destacados, promediando 16,9 puntos y 8,3 rebotes por partido en la liga regular, llevando a su equipo a las finales de los Junior College, en las que promedió 24,9 puntos y 14 rebotes en cinco partidos disputados, acabando el equipo en sexta posición y siendo elegido en el mejor quinteto de la fase final.
Tras un año en blanco debido a la normativa de la NCAA para los jugadores que cambian de universidad, jugó tres temporadas más con los Rebels de la Universidad de Nevada, Las Vegas. En su última temporada con ellos llevó al equipo a disputar la Final Four, en la que cayeron ante los Indiana Hoosiers en semifinales. Fue incluido en el segundo equipo All-American de esa temporada. En el total de su trayectoria universitaria promedió 17,4 puntos y 8,3 rebotes por encuentro.

### Selección nacional
Fue convocado por Lute Olson, el entonces seleccionador nacional, para disputar el Campeonato del Mundo que se celebró en España en 1986, donde jugó 8 partidos, promediando 6,0 puntos y 4,1 rebotes, y logrando la medalla de oro.

### Profesional

#### Sus comienzos con los Suns (1987-1989)
Fue elegido en la segunda posición del Draft de la NBA de 1987 por Phoenix Suns, equipo con el que nada más debutar, se lesionó rompiéndose un dedo del pie, lo que le hizo perderse 27 partidos. Tras su regreso, se hizo rápidamente con un hueco en el equipo titular, anotando 10 o más puntos en 31 de los 34 partidos finales de la temporada regular. Acabó la temporada con unos promedios de 14,8 puntos y 7,9 rebotes por partido, ganándose un puesto en el mejor quinteto de rookies de esa temporada.
En su segunda temporada fue titular en 59 de los 74 partidos que disputó. Acabó como cuarto anotador del equipo, con 15,9 puntos por partido, y en la misma posición en el aspecto reboteador, con 7,3. Su mejor actuación a nivel individual fue ante Portland Trail Blazers, en un partido en el que batió su récord de anotación, con 41 puntos, a los que añadió 12 rebotes. Consiguió además un nuevo récord de los Suns, al conseguir 13 rebotes en el primer cuarto de un partido ante Sacramento Kings.

#### A Philadelphia, pasando por Charlotte (1989-1993)
Tras jugar los primeros 16 partidos de la temporada 1989-90 con los Suns, fue traspasado a los Charlotte Hornets a cambio de Kurt Rambis y dos futuras rondas del draft. Ese año promedió 8,9 puntos con los Suns esa temporada, para mejorar sus números en Charlotte, siendo titular en todos los partidos menos uno con ellos, y promediando 18,8 puntos y 8,8 rebotes, el mejor del equipo en ambos apartados.
Al año siguiente, y por segunda temporada consecutiva, Gilliam cambió de equipo a mitad de la misma. Comenzó jugando 25 partidos con los Hornets, antes de ser traspasado a los Philadelphia 76ers junto con Dave Hoppen, a cambio de Mike Gminski. Allí llegó de nuevo como titular, haciendo pareja de hombres altos con Charles Barkley, promediando 15,0 puntos y 7,3 rebotes. Fue el máximo anotador de Philadelphia en 3 partidos y máximo reboteador en otros 16. Consiguió llegar por segunda vez en su carrera a unos playoffs, contribuyendo con 16,9 puntos y 6,5 rebotes en los mismos, ayudando al equipo a llegar a las semifinales de la Conferencia Este, donde cayeron en cinco partidos ante Chicago Bulls, a la postre, campeones de la NBA.
Su primera temporada completa en los Sixers fue la mejor de toda su trayectoria deportiva, promediando sus máximos como profesional en puntos (16,9) y en rebotes (8,1), colocando 85 tapones y promediando un 51,1% en tiros de campo y un 80,7% en tiros libres. Lideró al equipo en rebotes en 27 partidos, alcanzando su mejor marca ante Minnesota Timberwolves en el mes de enero, capturando 17 rechaces. Fue el tercer mejor anotador del equipo, tras Barkley y Hersey Hawkins, y el segundo mejor reboteador tras el propio Sir Charles. En la última temporada de este jugador en los Sixers, no alcanzaron los playoffs por primera vez en las últimas cuatro temporadas.
Gilliam jugó 80 partidos en la temporada 1992-93, pero vio reducida su presencia en la pista a 21 minutos por partido. Ese año los Sixers seleccionaron a Clarence Weatherspoon en el draft, y adquirieron a Tim Perry como parte del traspaso de Barkley a los Suns, y con ambos tuvo que compartir minutos de juego. Sus promedios bajaron a los 12,4 puntos por partido. A pesar de ello fue el cuarto mejor anotador del equipo, y el tercer máximo reboteador, promediando 84,3% desde la línea de tiros libres, el mejor de su carrera. A pesar de ello, no fue renovado al finalizar la temporada, firmando como agente libre con New Jersey Nets el 11 de agosto de 1993, su cuarto equipo en seis temporadas.

#### Tres años en los Nets (1993-1996)
Chuck Daly, entrenador de los Nets, utilizó a Gilliam como sexto hombre, saliendo desde el banquillo en la mayoría de los partidos disputados ese año. A pesar de ello, fue el cuarto mejor anotador y reboteador del equipo, con 11,8 puntos y 6,1 rebotes por noche. siendo el mejor entre los reservas. Su mejor partido lo jugó ante los Orlando Magic el 20 de noviembre, anotando 25 puntos y capturando 16 rebotes saliendo desde el banquillo.
La temporada 1994-95 estuvo marcada por la plaga de lesiones que sufrieron, perdiéndose los playoffs por vez primera en cuatro temporadas. Al que no le afectó esta racha fue a Gilliam, que disputó los 82 partidos, cuajando una de sus mejores actuaciones como profesional. A pesar de que comenzó el año como sexto hombre, las continuas lesiones de Derrick Coleman hicieron que apareciera en 30 partidos como titular. Fue el tercer máximo anotador de los Nets tras el propio Coleman y Kenny Anderson, con 14,8 puntos por partido, y el segundo mejor reboteador. En 19 partidos fue el máximo anotador de su equipo.
Al año siguiente los Nets repitieron la pobre actuación en la temporada regular, sumando tan sólo 30 victorias. Gilliam, por su parte, se aprovechó del traspaso de Derrick Coleman a los Sixers para mostrarse como un referente tanto en ataque como en defensa, logrando su mejor marca de anotación de su carrera al promediar 18,3 puntos por partido, y ser el segundo máximo reboteador tras Jayson Williams al lograr 9,1 rechaces por noche. Jugó 78 partidos, siendo titular en 76 de ellos, y consiguió anotar más de 10 puntos en 71 de ellos, incluida su mejor marca de la temporada, los 32 puntos que consiguió ante Washington el 19 de enero. Fue uno de los mejores reboteadores de su equipo, junto con Williams y Shawn Bradley. Acabó el año con 40 dobles-dobles.

#### Milwaukee y despedida en Utah (1996-2000)
Tras finalizar contrato con los Nets, firmó como agente libre con Milwaukee Bucks. Allí se dedicó a dar minutos de descanso a los aleros titulares, Vin Baker y Glenn Robinson, aunque su versatilidad le permitió sustituir con éxito en el puesto de pívot a Andrew Lang, en las dos ocasiones en las que estuvo lesionado a lo largo de la temporada. Pero sus minutos en pista fueron menos que en temporadas anteriores, lo cual lo notaron sus estadísticas, acabando el año con 8,6 puntos y 6,2 rebotes en 25,6 minutos por partido. Sus topes personales los logró en puntos ante Dallas Mavericks, anotando 27 puntos, y consiguió el récord de su carrera en rebotes ante Phoenix Suns, capturando 22, la mejor marca lograda por un jugador de los Bucks desde que Terry Cummings lograra la misma cifra en la temporada 1988-89.
Al año siguiente pocas cosas cambiaron, si bien volvió de nuevo a promediar dobles figuras en anotación, al anotar 11,2 puntos por partido, la cuarta mejor marca de su equipo ese año tras Glenn Robinson, Ray Allen y Terrell Brandon. Pero solo fue titular en 25 de los 82 partidos de la temporada regular. A sus 33 años, era el segundo jugador más veterano del equipo, tras Ricky Pierce, que se retiraría al acabar esa temporada.
La temporada 1998-99 confirmó el ocaso de Gilliam como jugador. Relegado al banquillo, jugó menos de 20 minutos por partido, acabando la temporada de la huelga de la NBA promediando 8,3 puntos y 3,7 rebotes. El 19 de agosto de 1999 fue traspasado a Orlando Magic junto con Chris Gatling a cambio de Danny Manning y Dale Ellis. Pero fue despedido antes del inicio de la temporada, por lo que firmó con Utah Jazz como agente libre. En la que iba a ser su último año en la NBA, promedió 6,7 puntos y 4,2 rebotes en apenas 15 minutos por partido. En sus 13 temporadas en la liga profesional promedió 13,7 puntos y 6,9 rebotes por encuentro.

## Estadísticas de su carrera en la NBA

### Temporada regular
| Año     | Equipo       | PJ  | PT  | MPP  | %TC  | %3P  | %TL  | RPP | APP | ROB | TPP | PPP  |
| ------- | ------------ | --- | --- | ---- | ---- | ---- | ---- | --- | --- | --- | --- | ---- |
| 1987–88 | Phoenix      | 55  | 53  | 32.9 | .475 | .000 | .679 | 7.9 | 1.3 | 1.1 | 0.5 | 14.8 |
| 1988–89 | Phoenix      | 74  | 60  | 28.6 | .503 | .000 | .743 | 7.3 | 0.7 | 0.7 | 0.4 | 15.9 |
| 1989–90 | Phoenix      | 16  | 7   | 16.7 | .430 | .000 | .696 | 4.4 | 0.5 | 0.4 | 0.3 | 8.9  |
| 1989–90 | Charlotte    | 60  | 59  | 36.0 | .527 | .000 | .727 | 8.8 | 1.5 | 1.1 | 0.8 | 18.8 |
| 1990–91 | Charlotte    | 25  | 25  | 38.0 | .513 | .000 | .813 | 9.4 | 1.1 | 1.4 | 0.8 | 19.8 |
| 1990–91 | Philadelphia | 50  | 50  | 33.9 | .470 | .000 | .816 | 7.3 | 1.6 | 0.7 | 0.6 | 15.0 |
| 1991–92 | Philadelphia | 81  | 81  | 34.2 | .511 | .000 | .807 | 8.1 | 1.5 | 0.6 | 1.0 | 16.9 |
| 1992–93 | Philadelphia | 80  | 26  | 21.8 | .464 | .000 | .843 | 5.9 | 1.5 | 0.5 | 0.7 | 12.4 |
| 1993–94 | New Jersey   | 82  | 5   | 24.0 | .510 | .000 | .759 | 6.1 | 0.8 | 0.5 | 0.7 | 11.8 |
| 1994–95 | New Jersey   | 82  | 30  | 30.1 | .503 | .000 | .770 | 7.5 | 1.2 | 0.8 | 1.1 | 14.8 |
| 1995–96 | New Jersey   | 78  | 76  | 36.6 | .474 | .000 | .791 | 9.1 | 1.8 | 0.9 | 0.7 | 18.3 |
| 1996–97 | Milwaukee    | 80  | 25  | 25.6 | .471 | .000 | .768 | 6.2 | 0.7 | 0.8 | 0.5 | 8.6  |
| 1997–98 | Milwaukee    | 82  | 25  | 25.8 | .484 | .000 | .802 | 5.4 | 1.3 | 0.8 | 0.5 | 11.2 |
| 1998–99 | Milwaukee    | 34  | 5   | 19.6 | .453 | .000 | .782 | 3.7 | 0.6 | 0.6 | 0.4 | 8.3  |
| 1999–00 | Utah         | 50  | 0   | 15.6 | .436 | .000 | .779 | 4.2 | 0.8 | 0.2 | 0.3 | 6.7  |
| Total   | Total        | 929 | 527 | 28.4 | .489 | .000 | .776 | 6.9 | 1.2 | 0.7 | 0.7 | 13.7 |

### Playoffs
| Año     | Equipo       | PJ | PT | MPP  | %TC  | %3P  | %TL   | RPP | APP | ROB | TPP | PPP  |
| ------- | ------------ | -- | -- | ---- | ---- | ---- | ----- | --- | --- | --- | --- | ---- |
| 1988–89 | Phoenix      | 9  | 0  | 14.0 | .529 | .000 | .864  | 5.0 | 0.2 | 0.1 | 0.2 | 8.1  |
| 1990–91 | Philadelphia | 8  | 8  | 35.9 | .462 | .000 | .848  | 6.5 | 1.3 | 0.6 | 0.8 | 16.9 |
| 1993–94 | New Jersey   | 4  | 0  | 28.0 | .441 | .000 | .750  | 6.3 | 0.3 | 0.5 | 1.8 | 10.5 |
| 1998–99 | Milwaukee    | 3  | 0  | 11.7 | .400 | .000 | 1.000 | 1.7 | 0.3 | 0.7 | 0.3 | 5.7  |
| 1999–00 | Utah         | 10 | 0  | 13.2 | .326 | .000 | .385  | 2.9 | 0.4 | 0.4 | 0.4 | 3.5  |
| Total   | Total        | 34 | 8  | 20.4 | .444 | .000 | .784  | 4.6 | 0.5 | 0.4 | 0.6 | 8.9  |

## Vida personal
Tras abandonar el baloncesto en activo, durante cinco años se dedicó a entrenar a diversas universidades pequeñas e institutos, entre 2000 y 2005. Ese año decidió regresar a las pistas, a pesar de contar ya con 41 años de edad, firmando contrato con los Pittsbourg Xplosion de la Liga ABA, donde fue incluido en el segundo mejor quinteto de la liga tras promediar 23 puntos y 9 rebotes, y fue elegido MVP del All-Star Game al conseguir 29 puntos, 13 rebotes y 4 tapones en la victoria del equipo del Este sobre el Oeste.

### Cambio de nombre
Poco antes de finalizar su carrera profesional, se cambió el nombre de Armon por el de Armen, cansado de que todo el mundo lo pronunciara mal. Él mismo lo explicó en una ocasión: 

La mayoría de la gente pronunciaba mi nombre como Ar-MON. He estado corrigiendo esto durante mucho tiempo, y ya estoy cansado de ello. Así que pensé que si cambiaba la 'o' por una 'e', sería más fácil pronunciarlo.

### Fallecimiento
Gilliam falleció el 5 de julio de 2011 en un gimnasio a las afueras de Pittsburgh, Pensilvania mientras jugaba al baloncesto, víctima de un ataque al corazón.